# Alphons Horten

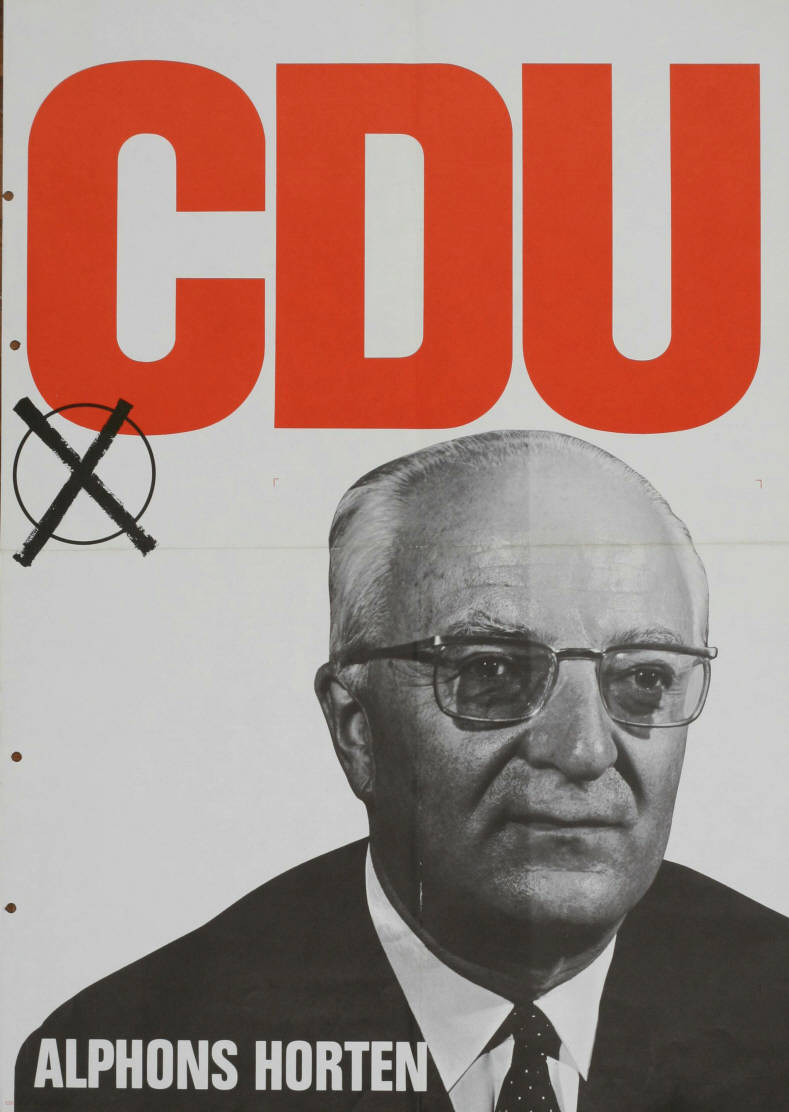
Alphons Horten auf einem Wahlplakat zur Bundestagswahl 1965

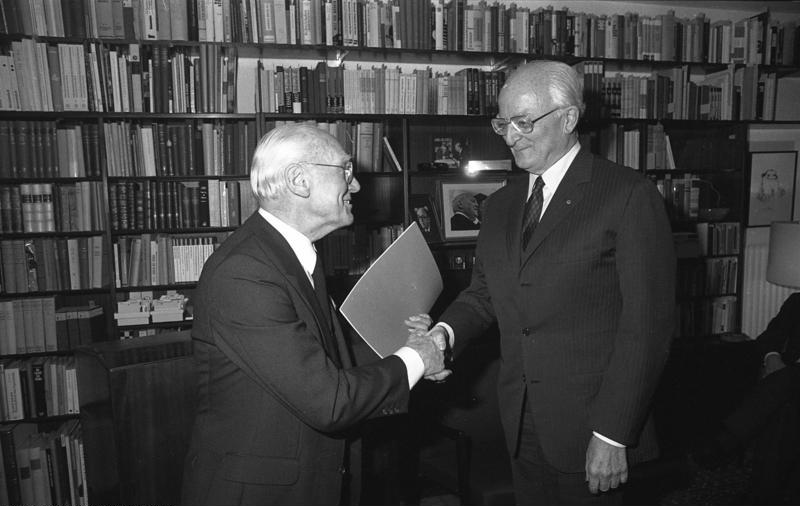
Verleihung der Ehrenmitgliedschaft der Ludwig-Erhard-Stiftung an Alphons Horten

Alphons Horten (* 9. November 1907 in Metz-Sablon, Lothringen; † 1. Dezember 2003 in Zürich, Schweiz) war ein deutscher Unternehmer und Politiker (CDU). 

## Leben und Beruf
Alphons Horten war Sohn des Bergassessors Franz Carl Alphons Horten, Neffe der Ordensgeistlichen Titus Maria und Timotheus Maria Horten, sowie des Orientalisten Max Horten und Vetter des Kaufmanns Helmut Horten. Nach dem Abitur am Humanistischen Gymnasium studierte Horten mehrere Semester Volkswirtschaft in Berlin. Anschließend nahm er eine kaufmännische Tätigkeit auf und arbeitete von 1930 bis 1945 in einem Unternehmen der Nahrungsmittelindustrie. Nach dem Zweiten Weltkrieg floh er aus der Sowjetischen Besatzungszone, siedelte nach Westdeutschland über und ließ sich in Bad Godesberg nieder. Später war er Geschäftsführender Gesellschafter der Firma J. Weck & Co., Hersteller der berühmten Weck-Einmachgläser, mit Sitz in Bonn-Duisdorf. Die Tochter von Alphons Horten und seiner Frau Elisabeth (geborene Sentrup), Mechtild, heiratete 1960 den Verleger Hermann Herder.

## Partei
Horten trat nach 1945 in die CDU ein. Er war Mitbegründer des Wirtschaftsrates der CDU und zeitweise dessen geschäftsführender Vorsitzender. Zudem war er Vorstandsmitglied des wirtschaftspolitischen Ausschusses der Christdemokraten.

## Abgeordneter
Horten gehörte dem Deutschen Bundestag von 1965 bis 1972 an. Im Parlament vertrat er den Wahlkreis Rheydt – Grevenbroich II. Hier setzte er sich vor allem für unternehmerische Interessen ein.

## Ehrungen
- Ludwig-Erhard-Gedenkmedaille
- 1973: Großes Bundesverdienstkreuz
- 1987: Großes Bundesverdienstkreuz mit Stern